# 1526 a tudományban
Az 1526. év a tudományban és a technikában.

## Kémia
- Paracelsus felfedezi a cinket.

## Születések
- Rafael Bombelli matematikus. († 1572)
- Takí ad-Dín csillagász és feltaláló (†1585 k.)

## Halálozások
- november 5. - Scipione del Ferro matematikus (* 1465).